# Уобаш (округ, Иллинойс)
Уо́баш (англ. Wabash County) — округ в штате Иллинойс, США. Официально образован в 1824 году. По состоянию на 2010 год, численность населения составляла 11 947 человек.

## География
По данным Бюро переписи США, общая площадь округа равняется 590,521 км2, из которых 577,571 км2 — суша, и 4,300 км2, или 1,900 % — это водоёмы.

## Население
По данным переписи населения 2000 года в округе проживает 12 937 жителей в составе 5192 домашних хозяйств и 3587 семей. Плотность населения составляет 22,00 человека на км2. На территории округа насчитывается 5758 жилых строений, при плотности застройки около 10,00-ти строений на км2. Расовый состав населения: белые — 97,86 %, афроамериканцы — 0,39 %, коренные американцы (индейцы) — 0,17 %, азиаты — 0,45 %, гавайцы — 0,05 %, представители других рас — 0,26 %, представители двух или более рас — 0,83 %. Испаноязычные составляли 0,73 % населения независимо от расы.
В составе 30,90 % из общего числа домашних хозяйств проживают дети в возрасте до 18 лет, 57,20 % домашних хозяйств представляют собой супружеские пары, проживающие вместе, 8,70 % домашних хозяйств представляют собой одиноких женщин без супруга, 30,90 % домашних хозяйств не имеют отношения к семьям, 27,00 % домашних хозяйств состоят из одного человека, 13,60 % домашних хозяйств состоят из престарелых (65 лет и старше), проживающих в одиночестве. Средний размер домашнего хозяйства составляет 2,46 человека, и средний размер семьи — 2,98 человека.
Возрастной состав округа: 24,20 % — моложе 18 лет, 9,10 % — от 18 до 24, 26,40 % — от 25 до 44, 23,30 % — от 45 до 64, и 23,30 % — от 65 и старше. Средний возраст жителя округа — 39 лет. На каждые 100 женщин приходится 95,30 мужчин. На каждые 100 женщин старше 18 лет приходится 92,70 мужчин.
Средний доход на домохозяйство в округе составлял 34 473 USD, на семью — 42 142 USD. Среднестатистический заработок мужчины был 31 142 USD против 18 091 USD для женщины. Доход на душу населения составлял 16 747 USD. Около 9,50 % семей и 14,10 % общего населения находились ниже черты бедности, в том числе — 19,70 % молодежи (тех, кому ещё не исполнилось 18 лет) и 9,50 % тех, кому было уже больше 65 лет.